# Осока удлинённая
Осо́ка удлинённая (лат. Carex elongata) — травянистое растение,  вид рода Осока (Carex) семейства Осоковые (Cyperaceae).

## Ботаническое описание
Ярко-зелёное, дернистое растение.

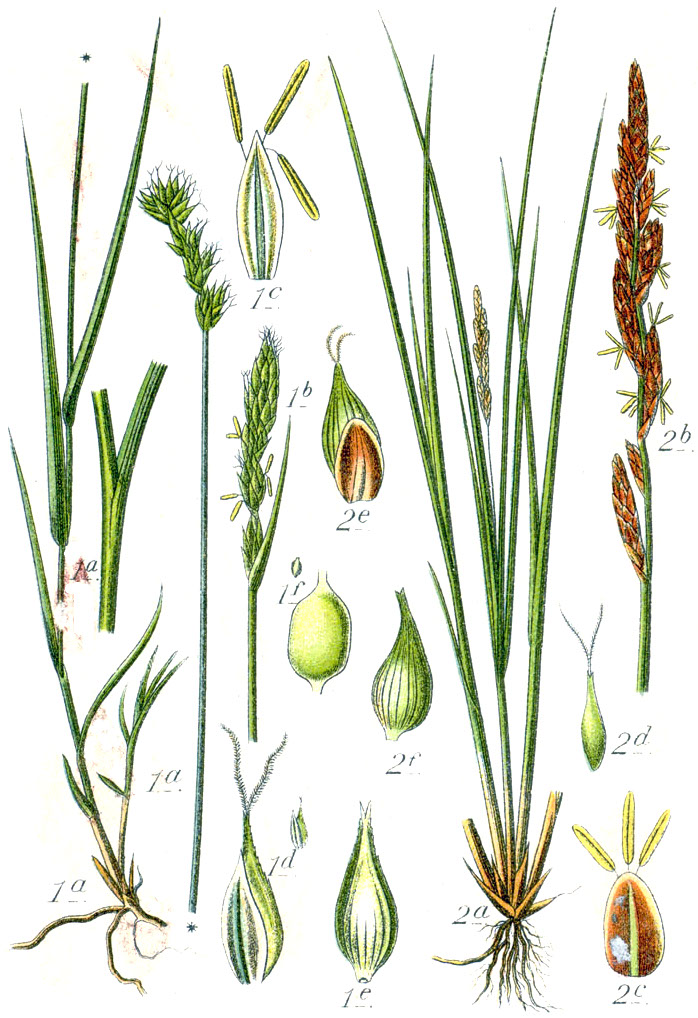
2 — Carex elongata

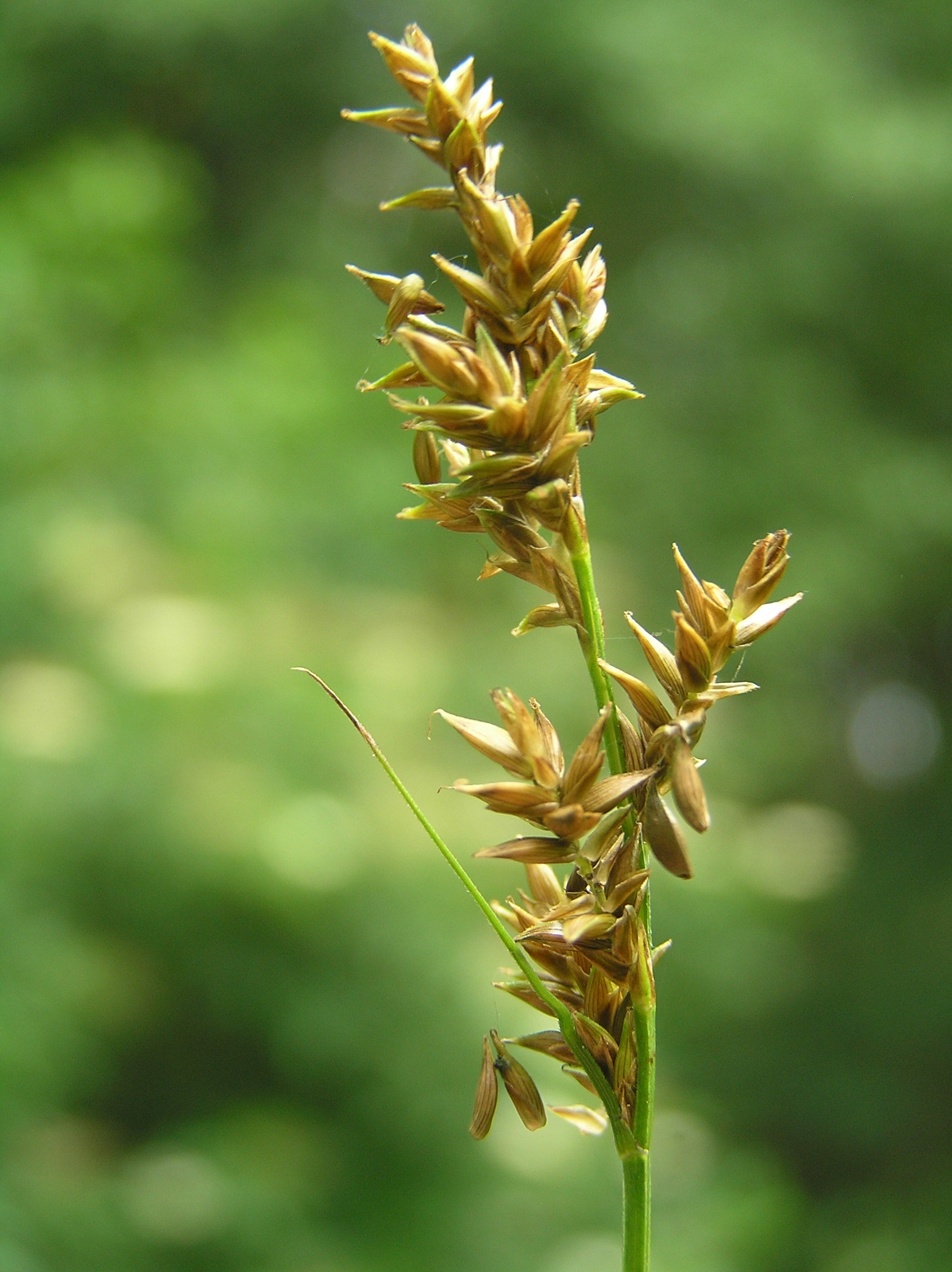
Соцветие, Чешская Республика

Стебли шероховатые, (20)50—80 см высотой.
Листья плоские, 2—3 (в Сибири до 4—6) мм шириной, мягкие, равные стеблю или несколько короче его.
Колоски гинекандрические (изредка верхний колосок тычиночный, а нижние — пестичные), в числе (5)8—12(18), продолговатые, 0,5—1 см длиной, в прерывистом, иногда поникающем, колосовидном соцветии, 5—8 см длиной, внизу иногда с веточками из 3—5 раздвинутых колосков, верхние — скученные. Чешуи яйцевидные, острые, ржавые, с зелёным килем и светлыми краями, короче мешочков. Мешочки плоско-выпуклые, ланцетные, перепончатые, (3)3,7—4 мм длиной, гладкие, зрелые почти горизонтально отклонённые от оси колоска и немного изогнутые, зелёные или буровато-зелёные, позже ржаво-жёлтые, с обеих сторон с ребристыми жилками (спереди их — 10—12, сзади — 6—8),  у основания округлые, в верхней трети по краю шероховатые, с цельным, клиновидным, спереди неглубоко щелевидно расщеплённым, иногда едва двузубчатым носиком. Кроющие листья чешуевидные, иногда нижний с узколинейной пластинкой.
Плодоносит в мае—июне.
Число хромосом 2n=56.
Вид описан из Европы.

## Распространение
Северная, Атлантическая, Центральная и Южная (редко) Европа; Арктическая часть России: река Несь на юге полуострова Канин; Прибалтика; Европейская часть России: Карелия, запад и юг Двино-Печорского района, Ладожско-Ильмский район, верховья Днепра, Волги, Волжско-Камский район, Волжско-Донской район, Заволжье, Причерноземье (север), окрестности Новочеркасска; Беларусь: верховья Днепра; Украина: Карпаты, средняя часть бассейна Днепра; Молдова: Страшенский район; Кавказ: Большой Кавказ (запад и центр, очень редко), Абхазия (река Окуми и озеро Большой Бебисир, окрестности Поти); Западная Сибирь: юг бассейна Оби, север верховий Тобола, север и восток бассейна Иртыша, Алтай; Восточная Сибирь: нижнее течение Ангары, запад Ангаро-Саянского района, южное и юго-западное побережье Байкала.
Растёт в заболоченных лесах, ольшаниках, на травяно-осоковых, реже моховых болотах, по болотистым берегам водоёмов, в оврагах.